# 안춘생
안춘생(安椿生, 1912년 8월 1일~2011년 1월 26일)은 대한민국의 군인, 정치인이다. 안중근의 5촌 조카로 대한광복군 등지에서 독립운동가 활동을 했다.

## 주요 이력
1942년 대한민국 임시 정부의 정규군인 광복군 제2지대 제1구대장으로 활동했다. 1945년 광복 후 이범석의 민족청년단에서 활동하다가 중국군 경력을 인정받아 대한민국 국군의 육군 장교로 활동하고 예비역 중장으로 예편했다. 대한민국 육군사관학교 교장과 대한민국 국방부 차관보를 역임했다. 본관은 순흥이다.

## 생애
황해도 벽성에서 출생하였고 중화민국의 하얼빈에서 성장했다. 본관은 순흥(順興)이다. 안악 사건을 주도한 안명근이 그의 큰아버지이다.
1936년 만주중앙육군군관학교를 졸업하고 중화민국군 장교로 복무, 중국 육군제3사단 소대장을 역임했다. 뒤에 대한민국 임시정부의 한국 광복군에 넘어와 한국 광복군 제2지대 구대장에 임명됐다.
해방 후 1947년 이범석의 민족청년단 창단에 참여하였다. 대한민국 국군의 창군에도 참여하여 육군에서 활동하였다.
민족청년단 훈련부장으로 재직 중이던 1948년 12월 25일, 중국군 경력이 인정되어 대한민국 국군의 육군 장교로 채용되었다.
1952년 진해 육군사관학교장을 거쳐 1955년 육군 소장으로 진급하였고, 육군 소장 재직 중 육군대학 9기로 입교하여 1956년 2월 25일 수료하였다. 1956년 7월 26일 육군 제8사단장 직책에 올랐으며 그 후 육군 제6군단장 직무대리, 육군 제2군단장, 육군 제1군단장 직무대리 등을 지낸 그는 1959년 3월 육군중앙고등군법회의 재판장, 1959년 6월 2일 육군 제2관구 사령관, 1959년 10월 육군 인사참모부장이 되고 10월 5일 육군참모총장 송요찬을 수행하여 대만군 총사령관 나열 장군의 초대로 타이완을 다녀왔다. 1960년 7월 7일 국방부 국군 부재자투표지도위원회 위원장을 지냈다. 1961년 예편하였다.
1961년 3월 대한중공업 상무이사, 1962년 대한중공업 이사장 서리(理事長 署理), 62년 10월 인천중공업 부사장, 1963년 2월 13일 인천중공업 대표이사 사장과 2월 15일에는 대한중공업 이사장직에 임명되어 겸직하고 1966년 11월 21일 인천중공업 사장에 연임, 67년 2월 15일에 삼선하였다. 1964년 6월 15일 인하공대 재단 관선이사로 파견되었다. 그밖에 정방물산(正邦物産) 대표이사 사장을 역임했다.
1972년부터는 통일주체국민회의에서 간접 선출된 국회의원으로 선출되어 유신정우회 당적으로 활동하였다. 기타 광복회 회장, 대한노인회 회장, 신민주공화당 전임고문 등을 역임했다.
그는 1963년에 건국훈장 독립장을 수여받았다. 2011년 1월 26일에 100세를 일기로 사망하였다.

## 학력
- 1936년 중국육군군관학교 보병과 10기 졸업
- 1949년 육군사관학교 8기 졸업
- 1950년 육군보병학교 졸업
- 1950년 육군포병학교 졸업
- 1951년 육군기갑학교 졸업
- 1952년 육군대학 졸업
- 1956년 국방대학교 행정학사 1기

## 경력
- 상하이 항일전 참전(1937.8)
- 중국 육군 제3사단 소대장
- 한국광복군 제2지대 제1구대장(1942.9)
- 육군본부 감찰감(1949.1)
- 제9대 육군사관학교 교장(1951.10 ~ 1952.11)
- 육군 제8사단 사단장(1956.7)
- 육군 제1군단장 직무대리
- 육군 제2군단장
- 제2군 관구사령관 육군본부 인사참모부장(1959.7)
- 국방부 차관보(1960.8)
- 인천중공업 사장(1961.4)
- 영진운수 사장(1969)
- 정방물산 사장(1972)
- 제9대 국회의원 (유신정우회)(1973년 ~ 1979년)
- 광복회 회장(1973.5)
- 독립기념관건립추진위원회 위원장(1982.10 ~ 1986)
- 노산기념사업회 회장(1983)
- 평화통일정책자문회의 위원
- 제1,2대 독립기념관 관장(1986.7 ~ 1992.8)
- 독립기념관 이사(1992.8)
- 광복회 회장(1998.9 ~ 1999.1)
- 대한노인회 회장(2000 ~ 2003)
- 광복회 고문(2000)

## 상훈
- 국민훈장무궁화장(1987)
- 국민훈장동백장(1976)
- 건국훈장독립장(1963)
- 금성을지무공훈장(1954)
- 은성을지무공훈장(1952)
- 금성화랑무공훈장(1950)

## 역대 선거 결과
| 실시년도 | 선거 | 대수 | 직책     | 선거구           | 정당       | 득표수 | 득표율      | 순위 | 당락 | 비고 |
| -------- | ---- | ---- | -------- | ---------------- | ---------- | ------ | ----------- | ---- | ---- | ---- |
| 1973년   | 총선 | 9대  | 국회의원 | 통일주체국민회의 | 유신정우회 |        | \| \| 0% \| | 지명 |      | 초선 |
|          | 0%   |      |          |                  |            |        |             |      |      |      |

## 참고 문헌
- 한민족대백과사전
- 다음인물사전
- 사단법인 조선민족청년단 규약(1946)